# Бредихино (Орловская область)
Бреди́хино — село в составе Парамоновского сельского поселения Корсаковского района Орловской области.

## Описание
Располагается по обоим берегам реки Зуши в 3 км от районного центра Корсаково.
Название происходит от фамилии владельцев селения Бредихиных — русского дворянского рода, владевших имением в начале XVIII века. Второе название Никольское — по храму во имя Святителя и Чудотворца Николая. Село с приходом Николаевской церкви упоминается за 1693 год в Писцовой книге Новосильского уезда, где сказано «… 7201 (1693 г.) августа 6 дня, отмежевана земля в Николаевскую церковь с. Никольское, Бредихина тож». Каменный двухэтажный храм, с приделом во имя рождества Пресвятой Богородицы на верхнем этаже, был построен в 1791—1796 годы на средства прихожанина помещика и в это время владельца села генерал — лейтенанта Михаила Зиновьевича Дурасова. До каменной были две деревянные церкви. Приход состоял из самого села и деревень: Савинкова, Выселок, Хутора (Парамоново), Малинова (Новомалиново) и Богословки (Дурасова) — исчезнувшая деревня. Карта Шуберта свидетельствует, что в селе находились фабрика и конный двор. Село до 1925 года входило в состав Новосильского уезда Тульской губернии.
В Бредихино родился Акишин Николай Андреевич (1915—1964) — Герой Советского Союза.

## Население
| 1857 | 1859 | 1915 | 2010 |
| ---- | ---- | ---- | ---- |
| 574  | ↘550 | ↗785 | ↘40  |

В 1857 году в селе проживало 574 помещичьих крестьян, по сведениям 1859 года — 550 человек и 56 дворов, а в 1915 году — 785 человек, было 108 дворов, имелась земская школа.